# Украинское (Северо-Казахстанская область)
Украинское (каз. Украиндік) — село в Жамбылском районе Северо-Казахстанской области Казахстана. Входит в состав Кайранкольского сельского округа. Код КАТО — 594647300.
В 1 км к северо-западу от села находится озеро Акбасты.

## Население
В 1999 году население села составляло 1131 человек (571 мужчина и 560 женщин). По данным переписи 2009 года, в селе проживало 724 человека (375 мужчин и 349 женщин).